# Tamenes sarda
Tamenes sarda is een keversoort uit de familie boktorren (Cerambycidae). De wetenschappelijke naam van de soort is voor het eerst geldig gepubliceerd in 1912 door Gounelle.